# Lise Beaulieu
Lise Beaulieu (* vor 1968 in Frankreich) ist eine französische Filmeditorin.

## Leben
Beaulieu wuchs als Tochter einer Journalistin auf, durch deren Arbeit sie in Kontakt mit Filmschaffenden kam und so frühzeitig ein Interesse für eine Arbeit beim Film entwickelte. Zunächst schrieb sie sich jedoch an der Universität in Nanterre für Literaturwissenschaft ein. Da sie ihre Zeit lieber in der Cinémathèque française verbrachte, brach sie das Studium bereits nach kurzer Zeit ab. Bei der Aufnahmeprüfung der Pariser Filmhochschule Institut des hautes études cinématographiques (IDHEC) fiel sie anschließend durch, worauf sie auf den Rat des Regisseurs Charles Brabant hin ein sechsmonatiges Praktikum in einem Filmlabor absolvierte. Im Jahr 1967 begann sie, als Schnittassistentin von Fernsehdramen für die öffentlich-rechtliche Rundfunkanstalt Office de Radiodiffusion Télévision Française (ORTF) zu arbeiten. Dabei lernte sie den Regisseur André S. Labarthe kennen, durch den sie die nächsten Jahre prägende Praxiserfahrungen in Sachen Filmschnitt sammelte.
Unter der Regie von Labarthe und anderen Regisseuren fertigte Beaulieu Ende der 1960er Jahre den Schnitt von sieben Teilen der Dokumentarreihe Cinéastes de notre temps (1968–1969) an. Die etwa 40- bis knapp 60-minütigen Beiträge befassten sich mit Filmgrößen wie Jerry Lewis, King Vidor, George Cukor und John Cassavetes. Von 1982 bis 1991 arbeitete sie für das französische Kinomagazin Cinéma, Cinémas und montierte hierbei unter der Regie von Claude Ventura zahlreiche Beiträge über beispielsweise David Goodis, Nathanael West, Louise Brooks oder F. Scott Fitzgerald.
Ab den 1990er Jahren kam sie auch als Editorin von französischen Spielfilmen regelmäßig zum Einsatz. Etablieren konnte sie sich dabei vor allem mit ihrer Arbeit an Wilde Nächte, einem kontrovers diskutierten Filmdrama über einen bisexuellen Mann, der trotz HIV-Infektion seine Promiskuitivität auslebt. Das autobiografisch gefärbte Langfilmdebüt von Cyril Collard, das 1993 kurz nach Collards Tod an AIDS als bester Film mit dem César prämiert wurde, bescherte auch Beaulieu den wichtigsten französischen Filmpreis in der Kategorie Bester Schnitt. Später zählten mit Unglaublich (2001), Reines d’un jour (2001) und Un petit jeu sans conséquence (2004) auch Filmkomödien mit Audrey Tautou, Karin Viard und Sandrine Kiberlain zu ihren Arbeiten.
Beaulieus Werdegang beim Film ist jedoch vor allem durch langjährige Zusammenarbeiten mit Regisseuren wie Karim Dridi, Marcel Bluwal, Charles Najman und Guy Girard gekennzeichnet. Mit Dridi arbeitete sie seit dessen Langfilmdebüt Pigalle sowohl an Spielfilmen – darunter der in den 1930er Jahren spielende romantische Abenteuerfilm Le Dernier vol (2009) mit Marion Cotillard und Guillaume Canet – als auch an Dokumentarfilmen wie Cuba feliz (2000), der sich mit dem Leben eines kubanischen Straßenmusikers auseinandersetzt.
Beaulieu ist Mitglied der Vereinigung „Monteurs Associés“, die versucht, der Isolation von Editoren entgegenzuwirken, die durch das Bearbeiten von digitalem Filmmaterial am Computer und dem damit verbundenen Wegfall von Schnittassistenten seit den 1990er Jahren enorm zugenommen hat.

## Filmografie (Auswahl)
- 1968: Les Deux Marseillaises (Dokumentarfilm)
- 1978: Le Public et vous (Dokumentarfilm)
- 1989: David Lynch, Don’t Look at Me (Dokumentarfilm)
- 1992: Wilde Nächte (Les Nuits fauves)
- 1994: Pigalle
- 1995: Bye-Bye
- 1996: Citizen Ken Loach (Dokumentarfilm)
- 1996: Ist die Erinnerung wasserlöslich? (La Mémoire est-elle soluble dans l’eau?) (Dokumentarfilm)
- 1998: Préférence
- 1998: Abseits (Hors jeu)
- 2000: Les Yeux fermés (TV-Film)
- 2000: Cuba feliz (Dokumentarfilm)
- 2001: Boulevard du Palais (TV-Serie, eine Folge)
- 2001: Unglaublich (Dieu est grand, je suis toute petite)
- 2001: Reines d’un jour
- 2002: Royal Bonbon
- 2003: Fureur
- 2004: Un petit jeu sans conséquence
- 2005: Der Preis der Freundschaft (Gris blanc) (TV-Film)
- 2006: Pasta von Mama, Grüße von Onkel Luigi (Luntano)
- 2007: Clint Eastwood – Ein Mann und sein Weg (Clint Eastwood, le franc-tireur) (TV-Dokumentarfilm)
- 2008: Die Hand Fatimas (Khamsa)
- 2008: À droite toute (TV-Zweiteiler)
- 2009: Le Dernier vol
- 2009: Les Français (Dokumentarfilm)
- 2011: Après le sud
- 2012: Paradis perdu
- 2013: Les Vieux calibres (TV-Film)
- 2014: Pitchipoï
- 2015: Don Pauvros De La Manche (Dokumentarfilm)

## Auszeichnungen
- 1993: César in der Kategorie Bester Schnitt für Wilde Nächte